# 쓰치촌 (지바현)
쓰치촌(土村)은 지바현의 북서부, 히가시카쓰시카군에 속했던 촌이다. 현재의 가시와시에 해당한다.

## 역사
- 1889년 4월 1일 - 정촌제 시행에 의해 쓰치촌이 성립하였다.
- 1954년 3월 - 지바현 정촌합병 계획이 수립되었다, 고가네정, 가시와정 및 다나카촌과의 합병이 계획되었고, 도미세촌은 내부 사정으로 당분간 합병을 보류하기로 했다.
- 1954년 5월 25일 - 4개의 정촌이 합병협의회가 설치되었다.(쓰치촌 지역과 접해 있는 일부 지역에서는 마쓰도시로의 합병을 희망하는 사람이 적지 않은 상태였다.
- 1954년 9월 1일 - 고가네정, 가시와정 및 다나카촌과 합병해 가시와시가 신설되었다.

## 교통

### 철도
- 도부 노다선

## 참고문헌
- 大日本篤農家名鑑編纂所編『大日本篤農家名鑑』大日本篤農家名鑑編纂所、1910年。
- 松田卯太郎編『千葉県紳士名鑑』江東出版協会、1926年。